# Unitat de cinta

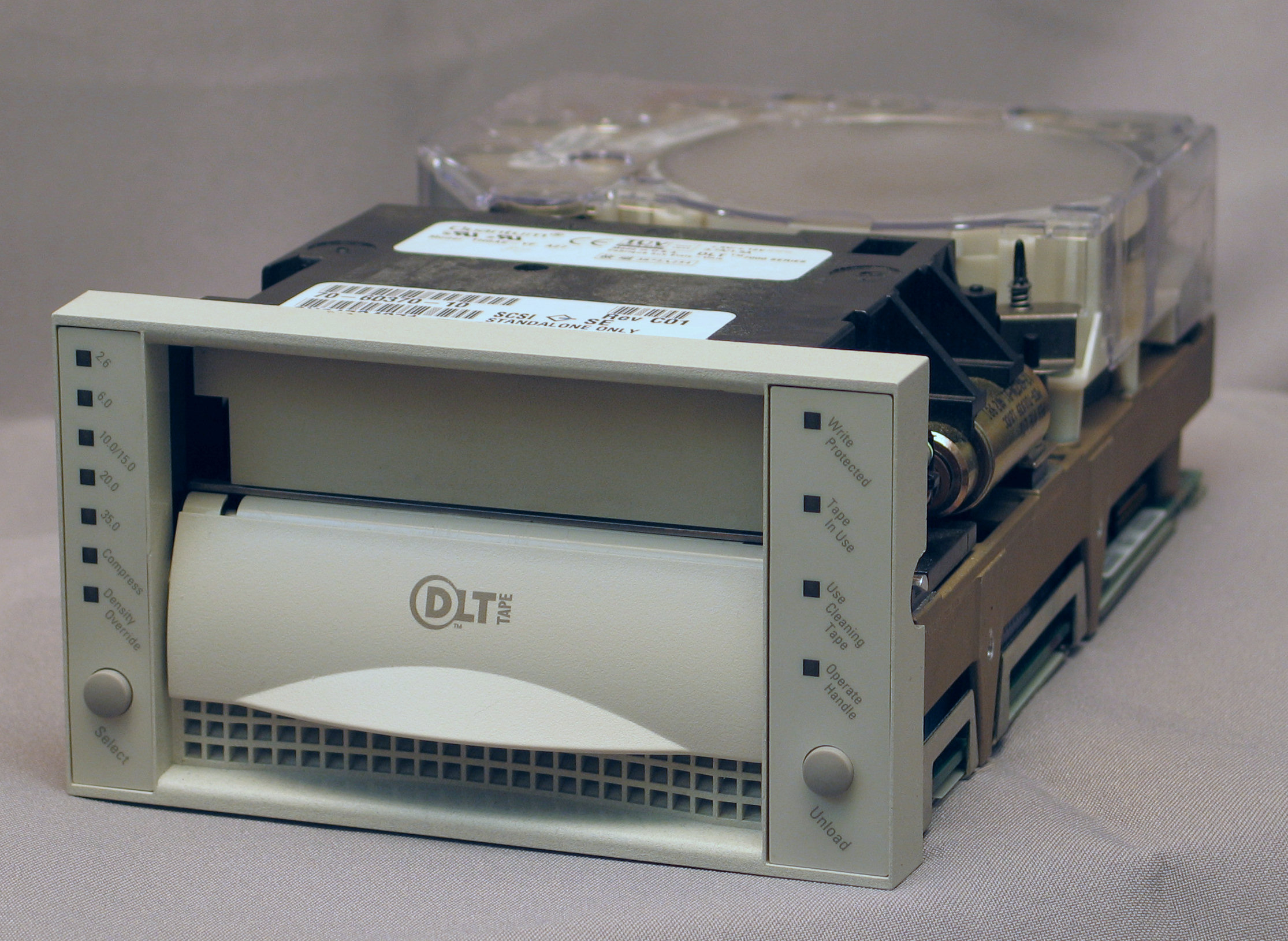
Unitat de cinta (streamer) amb les mesures tradicionals perquè es pugui inserir en l'espai previst per a un disquet de 5,25 ".

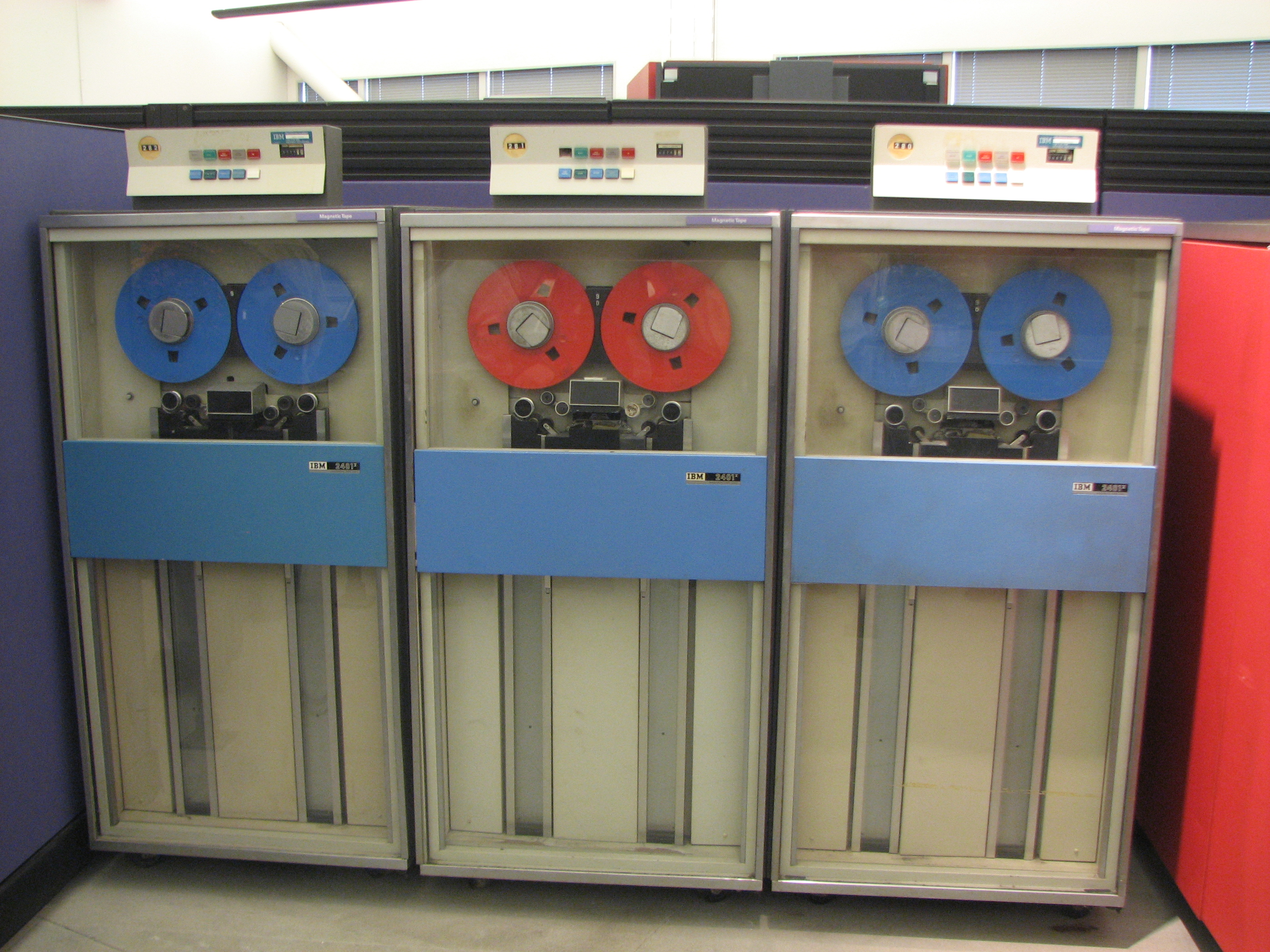
Antigues estacions de cinta de l'IBM System 360.

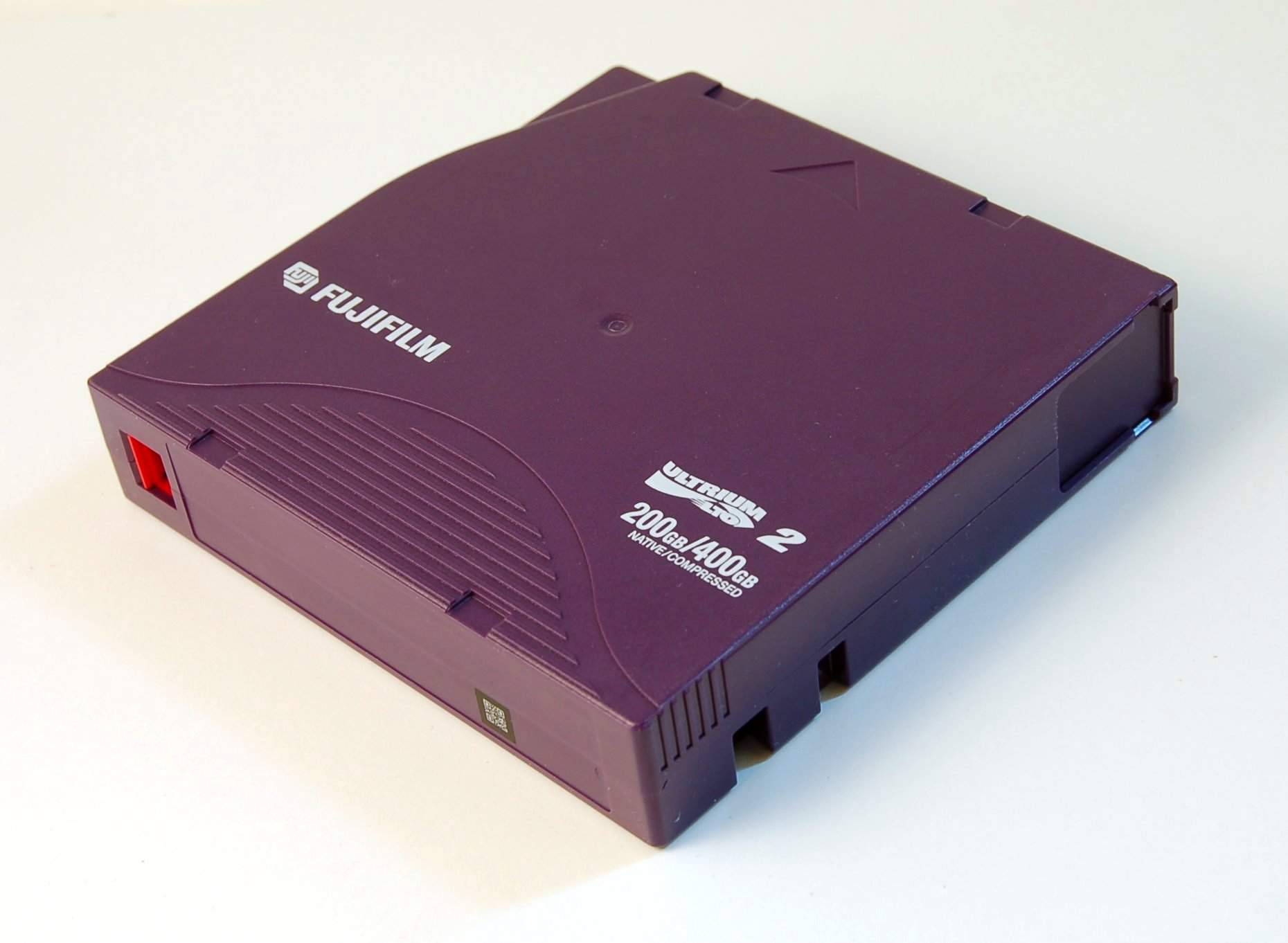
Cartutx de cinta LTO Ultrium.

Una unitat de cinta o streamer (en anglès) és un dispositiu destinat a emmagatzemar dades en cintes magnètiques. Al començament de l'era dels ordinadors en les dècades dels 1950 i 1960 la imatge de dues bobines de cinta va simbolitzar la imatge típica del mateix ordinador.
El «datasette» va ser en la transició dels anys 70 i 80 un mitjà habitual d'emmagatzematge d'ordinadors personals. Al segle xxi s'utilitzen determinades unitats de cinta per a l'emmagatzematge de quantitats importants de dades com còpia de seguretat.

## Principi de funcionament
Igual que els gravadors de casset, les unitats de cinta disposen d'una propulsió per dues bobines, un botó per reproduir i gravar i un altre per esborrar. Les dades es llegeixen o escriuen en sèrie. La capacitat d'emmagatzematge no només depèn de la longitud de la cinta, també de l'estàndard que s'utilitza (AIT, QIC, DAT, DCC, DDS, SLR, DLT, FSK, LTO, VXA, etc.) i pot arribar l'àmbit dels terabytes. Quan la carcassa només té una bobina, es parla d'un cartutx (en contraposició al casset, que en té dues).

## Tipus de gravació
- Gravació lineal: la cinta magnètica es grava en ambdues direccions gràcies a diverses pistes longitudinals.
- Escaneig helicoïdal (helical scan): la cinta magnètica es mou de forma obliqua respecte al capçal gravador rotatori.
- Gravació degressiva: la cinta magnètica s'escriu inicialment de forma veloç i posteriorment s'alenteix.
- Gravació multipista: l'ampla cinta magnètica s'escriu, igual que la cinta perforada, en diverses pistes paral·leles, normalment entre 7 i 11. Això va desembocar en una quantitat de formats, que han dificultat posteriorment una lectura correcta.

## Mètodes d'escriptura
Principalment hi ha dos tipus de procediments per escriure dades en una banda magnètica, el procés inici-aturada (start-stop mode) i el procés de flux de dades, o streaming.

### Procés inici-aturada
Amb aquest mètode sempre s'escriuen blocs de dades a la cinta. Atès que en escriure la banda ha de fer-ho a un velocitat mínima respecte al capçal lectogravador, la cinta ha d'accelerar en començar la seva escriptura (inici). Després d'escriure les dades, la cinta s'atura. A causa d'aquestes fases d'inici i aturada, entre els blocs de dades de la cinta hi haurà buits, anomenats interblock-gaps.
Aquest mètode és poc freqüent.

#### Agrupació en blocs
Una cinta magnètica gravada té aquest aspecte:
```
XX .......... XX .......... XX .......... XX ..........
```

on XX són dades i "...." els buits entre els blocs de dades.
És obvi que gran part de la cinta no s'aprofita per enregistrar dades útils. Per ampliar la quantitat de cinta útil es poden formar grups de dades. Per a això es crea un grup de dades físiques llarg a partir de diversos grups de dades lògics curts, que s'escriuran a la cinta. Això té diversos avantatges: La cinta s'utilitza millor, en reduir els buits entre dades; a més, es preserva millor la unitat de cinta i la cinta magnètica, ja que es redueixen les intervencions d'escriptura reduint l'estrès mecànic a causa dels processos d'inici i aturada. La quantitat de grups de dades lògics en un grup de dades físic s'anomena Factor d'agrupació.
Exemple: si es volen transmetre les dades de targetes perforades a una cinta, llavors es té una longitud de grup lògica de 80 símbols. Si s'agrupen 100 targetes perforades en un grup físic, llavors la longitud del grup físic arriba als 8.000 símbols i el factor d'agrupació és 100. Per això, sol ser convenient triar un factor d'agrupació elevat. Els dispositius moderns (DLT, LTO, ...) treballen amb una longitud de bloc de 64 KB com a mínim.

### Mètode de flux de dades (Streaming)
Aquest mètode de gravació és el més modern. En aquest cas la cinta s'escriu de forma contínua. Per a això s'han de subministrar les dades amb la velocitat suficient (per exemple des d'una memòria intermèdia) a la unitat de cinta magnètica. Aquest mètode és molt més ràpid que el d'inici-autrada i tant la cinta com la unitat es preserven millor, reduint alhora els buits sense dades. En el cas que s'hagi d'aturar, s'escriuen "marques de fitxer" a la cinta. El restabliment després d'una aturada és, en el cas d'unitats modernes com les DLT i les S-DLT, gairebé sense pèrdues, tot i que la cinta s'ha de rebobinar abans de reprendre l'escriptura. Aquest procés (també conegut com a Shoeshine problem) no només contribueix a una reducció substancial de la ràtio d'escriptura, sinó que també sotmet la cinta magnètica (per les aturades freqüents que provoca que la cinta estigui sota tensió) i la unitat a un desgast important. D'aquí la importància de controlar en els sistemes moderns amb una ràtio de transferència de dades que es mantingui elevada a fi que el buffer sempre estigui ple.

## Formes de construcció
Les unitats de cinta disposen per al seu muntatge en un ordinador d'una pantalla frontal amb un botó per expulsar la cinta i un parell de díodes que mostren l'estat. S'insereixen en buits de 5,25 ". Després de les unitats tradicionals amb l'altura completa del buit (3.5"), també n'hi ha de mitjana alçada (1.75 ").
Les unitats de cinta amb una carcassa pròpia disposen també d'una font d'alimentació.
Les unitats per a la seva inserció en una llibreria de cintes (tape libraries) són d'un tipus determinat i per regla general no és possible inserir-les en un altre tipus d'unitat.